# Presidenti della Birmania
I presidenti della Birmania dal 1948 (indipendenza della Birmania britannica dall'Impero britannico) ad oggi sono i seguenti.

## Lista
| Presidente                                                                                   | Presidente | Presidente     | Partito                                                  | Elezioni   | Mandato           | Mandato           |
| Presidente                                                                                   | Presidente | Presidente     | Partito                                                  | Elezioni   | Inizio            | Fine              |
| -------------------------------------------------------------------------------------------- | ---------- | -------------- | -------------------------------------------------------- | ---------- | ----------------- | ----------------- |
| Presidenti dell'Unione Birmana (1948-1962)                                                   |            |                |                                                          |            |                   |                   |
|                                                                                              |            | Sao Shwe Thaik | Lega della Libertà Popolare Anti-Fascista                |            | 4 gennaio 1948    | 16 marzo 1952     |
|                                                                                              |            | Ba U           | Lega della Libertà Popolare Anti-Fascista                |            | 16 marzo 1952     | 13 marzo 1957     |
|                                                                                              |            | Win Maung      | Lega della Libertà Popolare Anti-Fascista                |            | 13 marzo 1957     | 2 marzo 1962      |
| Presidenti del Consiglio rivoluzionario dell'Unione Birmana (1962-1974)                      |            |                |                                                          |            |                   |                   |
|                                                                                              |            | Ne Win         | Militare Partito del Programma Socialista della Birmania |            | 2 marzo 1962      | 2 marzo 1974      |
| Presidenti della Repubblica Socialista dell'Unione Birmana (1974-1988)                       |            |                |                                                          |            |                   |                   |
|                                                                                              |            | Ne Win         | Partito del Programma Socialista della Birmania          |            | 2 marzo 1974      | 9 novembre 1981   |
|                                                                                              |            | San Yu         | Partito del Programma Socialista della Birmania          |            | 9 novembre 1981   | 27 luglio 1988    |
|                                                                                              |            | Sein Lwin      | Partito del Programma Socialista della Birmania          |            | 27 luglio 1988    | 12 agosto 1988    |
|                                                                                              |            | Aye Ko         | Partito del Programma Socialista della Birmania          | ad interim | 12 agosto 1988    | 19 agosto 1988    |
|                                                                                              |            | Maung Maung    | Partito del Programma Socialista della Birmania          |            | 19 agosto 1988    | 18 settembre 1988 |
| Presidenti del Consiglio di Stato per la Restaurazione della Legge e dell'Ordine (1988-1997) |            |                |                                                          |            |                   |                   |
|                                                                                              |            | Saw Maung      | Militare                                                 |            | 18 settembre 1988 | 23 aprile 1992    |
|                                                                                              |            | Than Shwe      | Militare                                                 |            | 23 aprile 1992    | 15 novembre 1997  |
| Presidenti del Consiglio di Stato per la Pace e lo Sviluppo (1997-2011)                      |            |                |                                                          |            |                   |                   |
|                                                                                              |            | Than Shwe      | Militare                                                 |            | 15 novembre 1997  | 30 marzo 2011     |
| Presidenti della Birmania (2011-oggi)                                                        |            |                |                                                          |            |                   |                   |
|                                                                                              |            | Thein Sein     | Partito dell'Unione della Solidarietà e dello Sviluppo   | 2010       | 30 marzo 2011     | 30 marzo 2016     |
|                                                                                              |            | Htin Kyaw      | Lega Nazionale per la Democrazia                         | 2015       | 30 marzo 2016     | 21 marzo 2018     |
|                                                                                              |            | Myint Swe      | Partito dell'Unione della Solidarietà e dello Sviluppo   | ad interim | 21 marzo 2018     | 30 marzo 2018     |
|                                                                                              |            | Win Myint      | Lega Nazionale per la Democrazia                         |            | 30 marzo 2018     | 1º febbraio 2021  |
|                                                                                              |            | Myint Swe      | Partito dell'Unione della Solidarietà e dello Sviluppo   | ad interim | 1º febbraio 2021  | in carica         |